# جو آدلر
جو آدلر (انگلیسی: Joe Adler؛ زادهٔ ۲۹ مارس ۱۹۹۳) هنرپیشه اهل ایالات متحده آمریکا است. وی از سال ۲۰۱۰ میلادی تاکنون مشغول فعالیت بوده‌است.
از فیلم‌ها یا برنامه‌های تلویزیونی که وی در آن نقش داشته‌است می‌توان به پرام ، منتالیست، توئین پیکس، خانواده امروزی، و دونده مارپیچ  اشاره کرد.